# Filippo Taddei

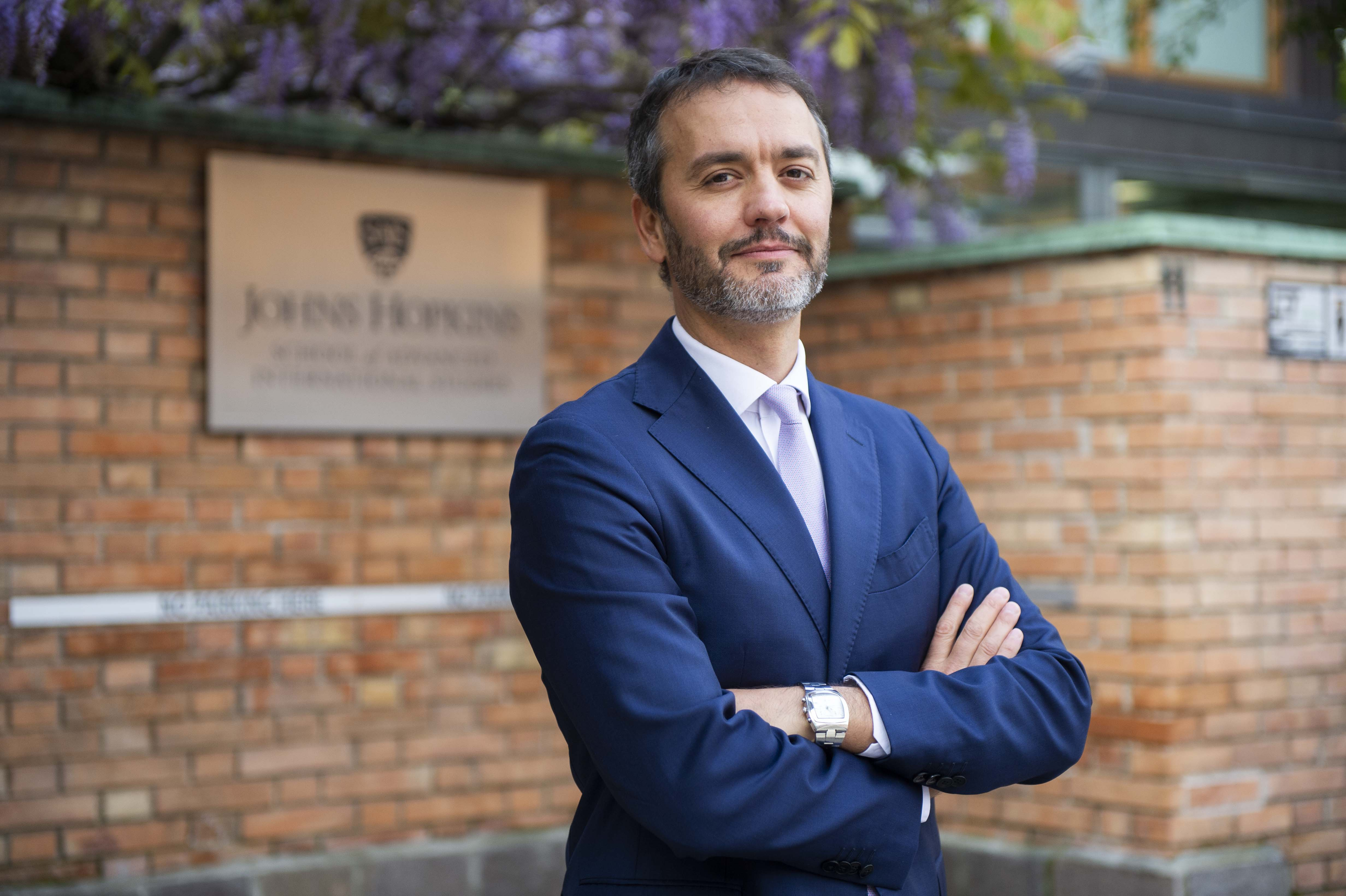
Filippo Taddei

Filippo Taddei (Bologna, 20 ottobre 1976) è un economista italiano ed è Managing Director presso Goldman Sachs International, dove lavora come analista economico di riferimento per il Sud Europa (Italia, Spagna, Portogallo e Grecia) oltre che sulla politica economica Europea. Fino al 2020 è stato Associate Professor di Economia Internazionale presso la sede Europea a Bologna della School of Advanced International Studies della Johns Hopkins University e Direttore del Bologna Institute for Policy Research. Dal 2013 al 2017 è stato responsabile nazionale economia e lavoro del Partito Democratico.

## Biografia

### Attività scientifica
Laureato in economia politica cum laude all'Alma Mater Studiorum di Bologna, ha ricevuto il PhD with distinction in Economics alla Columbia University. 
Ha pubblicato i propri studi scientifici su riviste internazionali peer-reviewed e contribuito a vari volumi.
Nel 2006 ha ricevuto lo Young Economist Award da parte delle European Economic Association. Nel 2012, per la sua ricerca sulle imperfezioni del mercato del credito, ha vinto la Lamfalussy Fellowship dalla Banca Centrale Europea.

### Attività politica
Nonostante fosse in origine politicamente vicino alla mozione proposta da Pippo Civati, Taddei è stato scelto nel 2013 come responsabile dell'economia della segreteria del PD dal neoeletto segretario Matteo Renzi. Nel settembre 2014 è stato confermato nel medesimo ruolo nella nuova segreteria di Renzi con l'aggiunta della delega al lavoro. Secondo quanto riportato da fonti giornalistiche, è stato uno dei principali artefici della politica economica e riforma del lavoro del governo Renzi, il cosiddetto Jobs Act. Nel novembre 2014 è stato messo sotto tutela in seguito a minacce ricevute correlate a tale riforma ed in particolare alle modifiche all'articolo 18 dello statuto dei lavoratori.